# Daucus pusillus
Daucus pusillus  ist eine Pflanzenart aus der Gattung Möhren (Daucus) innerhalb der Familie der Doldenblütler (Apiaceae). Sie ist entlang der Westküste von Nordamerika von der kanadischen Provinz British Columbia über die südlichen Vereinigten Staaten bis Baja California verbreitet. Englischsprachige Trivialnamen sind American wild carrot und rattle-snake-weed.

## Beschreibung

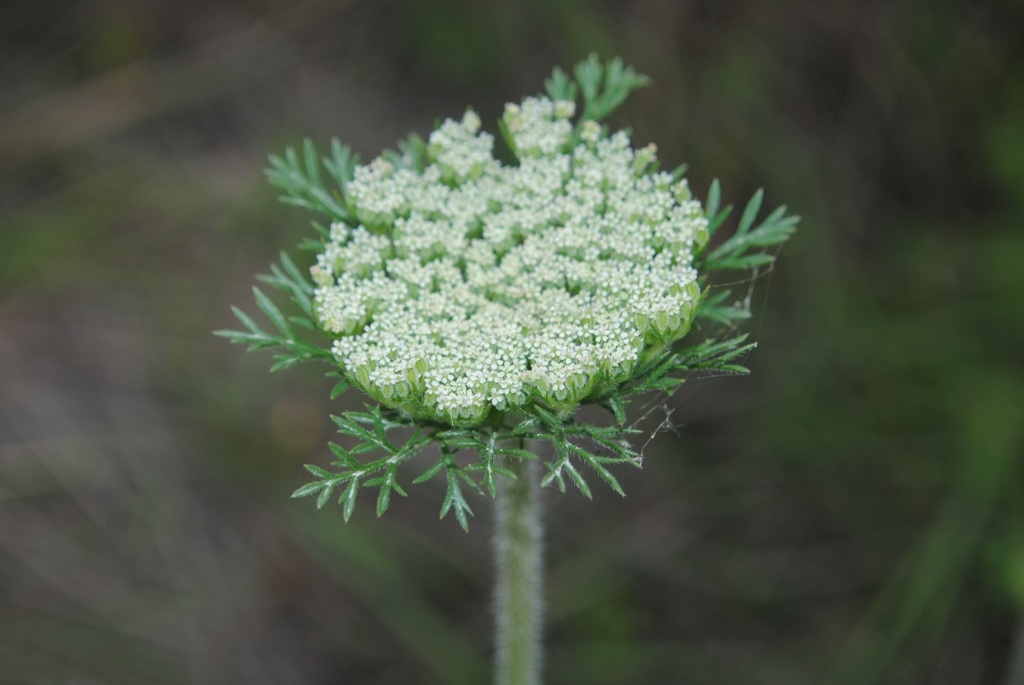
Doppeldoldiger Blütenstand

Daucus pusillus sieht anderen Möhren-Arten ähnlich.

### Vegetative Merkmale
Daucus pusillus wächst als krautige Pflanze und bildet eine Pfahlwurzel.

### Generative Merkmale
Auf einem Blütenstandsschaft befindet sich ein doppeldoldiger Blütenstand, der Döldchen enthält. Die Kronblätter sind weiß oder lilafarben.

## Nutzung
Die Pfahlwurzel ist klein und essbar. 
Daucus pusillus sollte nicht mit dem hochgiftigen Gefleckten Schierling (Conium maculatum) verwechselt werden.

## Verbreitung
Daucus pusillus ist entlang der Westküste von Nordamerika von der kanadischen Provinz British Columbia über die südlichen Vereinigten Staaten bis Baja California verbreitet. In Baja California kommt sie beispielsweise gemeinsam mit Diplacus aridus und Adiantum jordanii vor.

## Taxonomie
Die Erstveröffentlichung von Daucus pusillus erfolgte 1803 durch André Michaux in Flora Boreali-Americana, Volume 1, Seite 164. Das Artepitheton pusillus bedeutet „klein“ oder „schmal“.
Synonyme für Daucus pusillus Michx. sind: Daucus brevifolius Raf. Daucus hispidifolius Clos, Daucus montevidensis Link ex Spreng., Daucus scaber Nutt., Daucus scaber Larrañaga.